# Kothurn

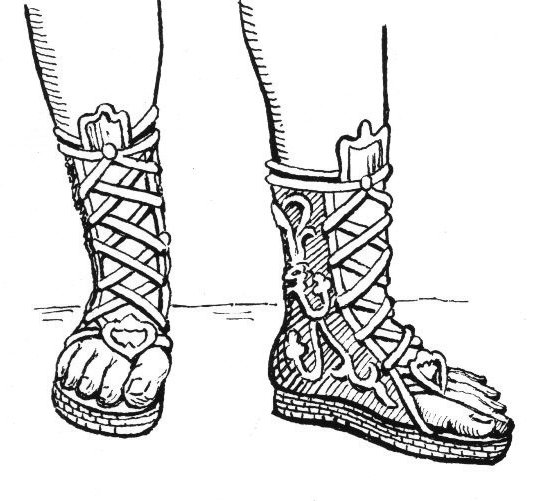
Kothurn

Een kothurn is een hoge theaterlaars gedragen in de tragedies van het oude Griekse theater. De laars werd ook gedragen als jachtlaars en door soldaten.
Tegenover de kothurn met dikke zool uit de Griekse tragedie stond de soccus uit de Griekse komedie, die een veel lagere zool had.